# 乌兰水库
乌兰水库是中国内蒙古自治区鄂尔多斯市达拉特旗境内的一座水库，位于卜尔色太沟上，建于1960年。水库正常库容为330万立方米，集雨面积为400平方千米，海拔为101.9米。